# ダイアモンズ〜グレイテスト・ヒッツ
『ダイアモンズ〜グレイテスト・ヒッツ』（Diamonds）は、2017年に発表されたエルトン・ジョンのベスト・アルバム。

## 解説
エルトンと作詞家バーニー・トーピンとのコンビ結成50周年を記念して製作されたベスト・アルバム。
通常版は2枚組CD。他に海外では3枚組の限定版、収録曲数の若干異なる2枚組レコード盤も同時発売された。限定版には5枚のカードと全曲解説付きのブックレットが封入されている。3枚目のCDの収録曲はエルトン自身によるセレクトという触れ込みである。

## 収録曲
- Disc-1

1. ユア・ソング（僕の歌は君の歌） - Your Song
2. 可愛いダンサー（マキシンに捧ぐ） - Tiny Dancer
3. ロケット・マン - Rocket Man (I Think it's Going to Be a Long, Long Time)
4. ホンキー・キャット - Honky Cat
5. クロコダイル・ロック - Crocodile Rock
6. ダニエル - Daniel
7. 土曜の夜は僕の生きがい - Saturday Night's Alright for Fighting
8. グッバイ・イエロー・ブリック・ロード - Goodbye Yellow Brick Road
9. キャンドル・イン・ザ・ウィンド（風の中の火のように） - Candle in the Wind
10. ベニーとジェッツ（やつらの演奏は最高） - Bennie and the Jets
11. あばずれさんのお帰り - The Bitch is Back
12. フィラデルフィア・フリーダム - Philadelphia Freedom
13. アイランド・ガール - Island Girl
14. 僕を救ったプリマドンナ - Someone Saved My Life Tonight
15. 恋のデュエット（ウィズ：キキ・ディー） - Don't Go Breaking My Heart (Elton John and Kiki Dee)
16. 悲しみのバラード - Sorry Seems to Be the Hardest Word
17. リトル・ジニー - Littele Jeannie

- Disc-2

1. ソング・フォー・ガイ - Song for Guy
2. ブルー・アイズ - Blue Eyes
3. アイム・スティル・スタンディング - I'm Still　Standing
4. ブルースはお好き？ - I Guess That's Why They Call It the Blues
5. サッド・ソングス - Sad Songs (Say So Much)
6. 悲しみのニキタ - Nikita
7. アイ・ドント・ワナ・ゴー・オン - I Don't Wanna Go on With You Like That
8. サクリファイス - Sacrifice
9. 僕の瞳に小さな太陽（ウィズ：ジョージ・マイケル） - Don't Let the Sun Go Down on Me (George Michael and Elton John)
10. ユー・ルック・トゥナイト - Something About the Way You Look Tonight (Single Edit)
11. アイ・ウォント・ラヴ I Want Love
12. 愛を感じて - Can You Feel the Love Tonight
13. 恋にご用心 - Are You Ready For Love?
14. エレクトリシティ - Electricity
15. ホーム・アゲイン - Home Again
16. ルッキング・アップ - Locking Up
17. サークル・オブ・ライフ - Circle of Life

- Disc-3（海外限定版）

1. スカイライン・ピジョン（ピアノバージョン） - Skyline Pigeon (Piano Version)
2. ルーシー・イン・ザ・スカイ・ウィズ・ダイアモンズ - Lucy in the Sky with Diamonds
3. ピンボールの魔術師 - Pinball Wizard
4. キャント・バイ・ユー・ラブ - Mama Can't Buy You Love
5. パート・タイム・ラヴ - Part-Time Love
6. 恋に捧げて・・・ - Victim of Love
7. エンプティー・ガーデン - Empty Garden (Hey Hey Johnny)
8. キッス・ザ・ブライド - Kiss the Bride
9. 愛のハーモニー（ウィズ：ディオンヌ・ワーウィック、グラディス・ナイト、スティービー・ワンダー） - That's What Friends Are For (Dinonne Warwick with Elton John,Gladys Knight and Stevie Wonder)
10. ザ・ワン - The One
11. トゥルー・ラブ（ウィズ：キキ・ディー） - True Love Elton John and Kiki Dee
12. ビリーヴ - Believe
13. リヴ・ライク・ホーセズ（ウィズ：ルチアーノ・パヴァロッティ） - Live Like Horses (Elton John snd Luciano Pavarotti)
14. リトゥン・イン・ザ・スターズ（ウィズ：リアン・ライムス） - Written in the Stars (Elton John and LeAnn Rimes)
15. ディス・トレイン - This Train Don't Stop There Anymore
16. グッド・モーニング・トゥ・ザ・ナイト（エルトン VS ペナウ） - Good Morning to the Night (Elton vs. PNAU)
17. ステップ・イントゥ・クリスマス - Step into Christmas